# Festa da Misericórdia

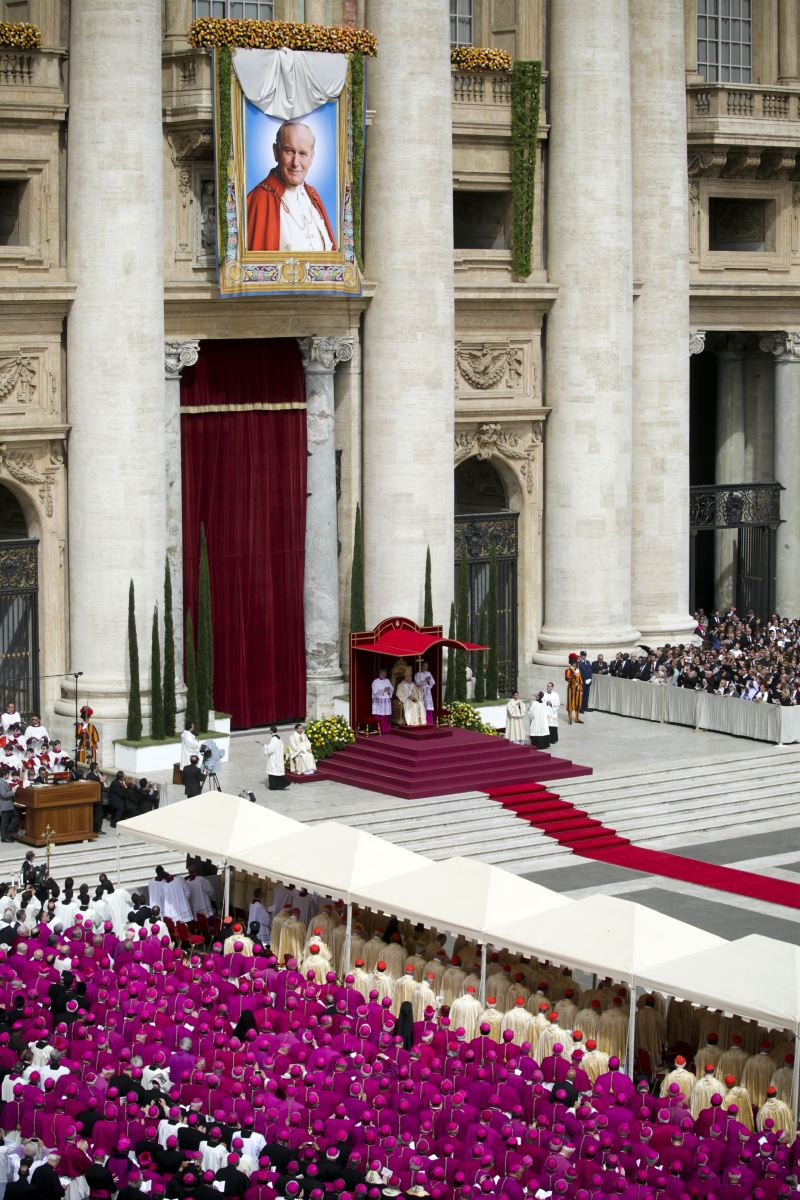
Festa da Misericórdia de 2011 - beatificação do Papa João Paulo II

Festa da Misericórdia é o primeiro domingo depois da Páscoa. O Papa João Paulo II, em 2000, instituiu a Festa para toda a Igreja, decretando que a partir de então o Segundo Domingo da Páscoa se passasse a chamar Domingo da Divina Misericórdia. 
Segundo os cristãos, por meio desta apóstola da Misericórdia, Santa Faustina Kowalska, Jesus prometeu: 
Desejo que a Festa da Misericórdia seja refúgio e abrigo para todas as almas, especialmente para os pecadores. Neste dia, estão abertas as entranhas da Minha Misericórdia; derramo todo um mar de graças sobre as almas que se aproximam da fonte da Minha Misericórdia. A alma que se confessar e comungar alcançará o perdão total das culpas e das penas. [...] Que nenhuma alma tenha medo de se aproximar de Mim, ainda que seus pecados sejam como o escarlate. A Minha Misericórdia é tão grande que, por toda a eternidade, nenhuma mente, nem humana, nem angélica a aprofundará. Tudo o que existe saiu das entranhas da Minha Misericórdia. Toda alma contemplará em relação a Mim, por toda a eternidade, o Meu amor e a Minha Misericórdia. [...] A humanidade não terá paz enquanto não se voltar à fonte da Minha Misericórdia.— Diário 699